# Anopheles symesi
Anopheles symesi är en tvåvingeart som beskrevs av Edwards 1928. Anopheles symesi ingår i släktet Anopheles och familjen stickmyggor. Inga underarter finns listade i Catalogue of Life.